# Helena Zeťová
Helena Zeťová (ur. 7 listopada 1980 w Valašské Meziříčí, zm. 20 grudnia 2024 w Prostřední Bečva) – czeska piosenkarka.

## Życiorys
Zeťová urodziła się 7 listopada 1980 roku w Valašské Meziříčí w Czechosłowacji (obecnie Czechy). Zaczęła śpiewać w wieku 15 lat, najpierw w zespole rockowym, a później w amerykańskim zespole na wyspie Lanzarote (Wyspy Kanaryjskie). Jej kariera zaczęła iść do przodu po zwycięstwie w programie telewizyjnym w 2000 roku w konkursie amatorskiej piosenkarki Do-Re-Mi, w którym wykonała utwór „Against All Odds” Phila Collinsa. To był jej pierwszy występ telewizyjny. W 2001 roku wraz z Terezą Kerndlovą i Terezą Černochovą założyła dziewczęcy zespół Black Milk. W 2002 roku wydali swój pierwszy album studyjny Modrej dým. W tym samym roku zdobyli nagrodę Český slavík w kategorii „Odkrycie roku”.
W 2005 roku zespół się rozpadł. Pół roku później, Zeťová wydała swój pierwszy solowy album Ready to Roll, który w plebiscycie Český slavík otrzymał tytuł „Niespodzianki roku”.
W 2019 roku przeprowadziła się do Prostřední Bečvy i tam wyremontowała dom. Tamże zmarła 20 grudnia 2024 roku w wieku 44 lat.